# Alexis Millardet
Pierre Marie Alexis Millardet, né à Montmirey-la-Ville (Jura) le 13 décembre 1838 et mort à Bordeaux le 15 décembre 1902, est un ampélographe et botaniste français.

## Parcours professionnel
En 1854, après des études à Dôle au collège de l'Arc et à Besançon, il rejoint son oncle le médecin Millardet à Paris pour y poursuivre ses études médicales et scientifiques. Il fait des recherches en science pure, il fréquente alors la faculté des sciences et consacre son temps à la botanique, sa passion. En 1861, il obtient sa licence et il est admis à la société des botanistes de France. Il entre au laboratoire du botaniste Montagne où il effectue une étude sur les algues.
Il part en Allemagne pour quatre années aux universités de Heidelberg et de Fribourg-en-Brisgau où il s'adonne à des études sur les monocotylédones et les lichens.
À partir de cette date, il commence la publication de mémoires traitant de la botanique. Rentré en France, il obtient ses diplômes de docteur ès sciences et de docteur en médecine. Il obtient la chaire de professeur de botanique à l’université de Strasbourg puis de Nancy, où l'université de Strasbourg était repliée à partir de 1870. Il fait donc partie des membres de la Société des sciences naturelles de Strasbourg qui transfèrent celle-ci de Strasbourg à Nancy en fondant la Société des sciences de Nancy.
En 1874, il est chargé par l'Académie des Sciences d'étudier le phylloxéra, ce qui l'amène à s'intéresser à l'hybridation. Entre 1876 et 1899, il enseigne à la faculté des sciences de Bordeaux.
Son arrivée à Bordeaux en 1876 marque une nouvelle étape de sa carrière car il va désormais s'occuper de botanique appliquée : la phytopathologie de la vigne.
À partir de 1881, il s'associe à un grand propriétaire de l'Hérault, Charles De Grasset (1830-1899), qui offre l'infrastructure pour étudier les semis, élever et sélectionner les plants, le domaine de Laval à Pézenas.

## Découvertes
Il est parmi les premiers à réaliser des hybridations entre vignes européennes et américaines, rendant à la viticulture de grands services. Grâce à ces porte-greffes, il obtint par hybridation avec des cépages américains des plants résistants au Phylloxéra.
Son plus grand succès, le 41 B, encore planté vers 1980 sous 110 000 ha de vignes, en France, a été sélectionné entre 1883 et 1887, après la fécondation en 1882, d'un chasselas vert par du pollen de Berlandieri, envoyé depuis Nîmes. Deux autres de ses porte-greffes ont été et sont encore beaucoup utilisés, le 101-14 et le 420 A.
En 1885, après plusieurs autres observations, Alexis Millardet mit au point à « Chateau Dauzac » un mélange de sulfate de cuivre et de chaux que l'on connaît de nos jours sous le nom de « bouillie bordelaise », utilisé comme fongicide et bactéricide.

## Publications
- Histoire des principales variétés et espèces de vignes d'origine américaine qui résistent au phylloxera. Paris, Masson ; Bordeaux, Féret ; Milan, Hoepli, 1885. Ampélographie des vignes américaines, variétés cultivées (Clinton, Taylor, Solonis, Vialla, Gaston-Bazille, York Madeira, Delaware, Elvira, Herbemont, Hermann, etc.), variétés sauvages.
- Monographie sur la croissance de la vigne et la technique d'hybridation artificielle.
- Un porte-greffe pour les terrains crayeux et marneux les plus chlorosant. Chasselas X Berlandieri, no 41.
- Avec U. Gayon, M. Franc, M. Bellot des Minières et Henri Kehrig, Notes sur les vignes américaines et opuscules divers sur le même sujet.
- Pourridié et Phylloxéra. Étude comparative de ces deux maladies de la vigne. Paris, G. Masson ; Bordeaux, Féret, 1882. In-8 br, 43 p., 4 planches réunissant 28 fig., tirées par Lemercier.